# Vadim Kucenko
Vadim Kucenko, citato anche come Vadim Kutsenko (Komsomol'sk-na-Amure, 13 marzo 1977), è un tennista uzbeko.
Kucenko raggiunse il suo miglior piazzamento individuale nell'ATP Tour il 17 giugno 2002, quando diventò il numero 140 del mondo. Gioca principalmente nel circuito Futures e nel circuito Challenger.
La migliore prestazione di Kucenko in un evento del Grande Slam si ebbe all'Australian Open del 2003, dove raggiunse il secondo turno.
Kucenko ha fatto parte della squadra uzbeka di Coppa Davis, con un record di 14–17 in singolare e di 6–6 in doppio in ventidue incontri giocati dal 1995 al 2004.
Kucenko rappresentò l'Uzbekistan ai Giochi Asiatici del 1998 e del 2002, vincendo la medaglia di bronzo nella gara a squadre maschile in entrambe le partite.